# Ян-Амор Тарновський
Граф Я́н-Амо́р Тарно́вський, Ян Магнус Тарновський (пол. Jan Amor Tarnowski; січень 1488, м. Та́рнів — 16 травня 1561, родинний маєток Вевюрка) — державний, політичний, військовий діяч Польського королівства. Представник шляхетського роду Тарновських гербу Леліва. Великий гетьман коронний (1527–1559). Придворний короля (з 1502). Каштелян войницький (з 1522), краківський (з 1536). Воєвода руський (1527–1535) і краківський (з 1535). Староста сандомирський, жидачівський, сондецький, городельський. Перший граф Священної Римської імперії в родині Тарновських (1547). Засновник міста Тернополя. Тесть руського магната Констянтина Василя Острозького.

## Родовід
|  |                                      |  |  |  |  |  |  |  |  |  |  |  |  |  |  |  |
|  | Рафал з Тарнова                      |  |  |  |  |  |  |  |  |  |  |  |  |  |  |  |
|  |                                      |  |  |  |  |  |  |  |  |  |  |  |  |  |  |  |
|  |                                      |  |  |  |  |  |  |  |  |  |  |  |  |  |  |  |
|  | Ян з Тарнова                         |  |  |  |  |  |  |  |  |  |  |  |  |  |  |  |
|  |                                      |  |  |  |  |  |  |  |  |  |  |  |  |  |  |  |
|  |                                      |  |  |  |  |  |  |  |  |  |  |  |  |  |  |  |
|  | Дзєржка з Вєловсі                    |  |  |  |  |  |  |  |  |  |  |  |  |  |  |  |
|  |                                      |  |  |  |  |  |  |  |  |  |  |  |  |  |  |  |
|  |                                      |  |  |  |  |  |  |  |  |  |  |  |  |  |  |  |
|  | Ян Тарновський                       |  |  |  |  |  |  |  |  |  |  |  |  |  |  |  |
|  |                                      |  |  |  |  |  |  |  |  |  |  |  |  |  |  |  |
|  |                                      |  |  |  |  |  |  |  |  |  |  |  |  |  |  |  |
|  | Катерина                             |  |  |  |  |  |  |  |  |  |  |  |  |  |  |  |
|  |                                      |  |  |  |  |  |  |  |  |  |  |  |  |  |  |  |
|  |                                      |  |  |  |  |  |  |  |  |  |  |  |  |  |  |  |
|  | Ян Амор Юніор Тарновський            |  |  |  |  |  |  |  |  |  |  |  |  |  |  |  |
|  |                                      |  |  |  |  |  |  |  |  |  |  |  |  |  |  |  |
|  |                                      |  |  |  |  |  |  |  |  |  |  |  |  |  |  |  |
|  | невідомий чоловік                    |  |  |  |  |  |  |  |  |  |  |  |  |  |  |  |
|  |                                      |  |  |  |  |  |  |  |  |  |  |  |  |  |  |  |
|  |                                      |  |  |  |  |  |  |  |  |  |  |  |  |  |  |  |
|  | Єлизавета зі Штернберка              |  |  |  |  |  |  |  |  |  |  |  |  |  |  |  |
|  |                                      |  |  |  |  |  |  |  |  |  |  |  |  |  |  |  |
|  |                                      |  |  |  |  |  |  |  |  |  |  |  |  |  |  |  |
|  | невідома жінка                       |  |  |  |  |  |  |  |  |  |  |  |  |  |  |  |
|  |                                      |  |  |  |  |  |  |  |  |  |  |  |  |  |  |  |
|  |                                      |  |  |  |  |  |  |  |  |  |  |  |  |  |  |  |
|  | Ян-Амор Тарновський, Воєвода Руський |  |  |  |  |  |  |  |  |  |  |  |  |  |  |  |
|  |                                      |  |  |  |  |  |  |  |  |  |  |  |  |  |  |  |
|  |                                      |  |  |  |  |  |  |  |  |  |  |  |  |  |  |  |
|  | Завіша Чорний                        |  |  |  |  |  |  |  |  |  |  |  |  |  |  |  |
|  |                                      |  |  |  |  |  |  |  |  |  |  |  |  |  |  |  |
|  |                                      |  |  |  |  |  |  |  |  |  |  |  |  |  |  |  |
|  | Ян з Рожнова                         |  |  |  |  |  |  |  |  |  |  |  |  |  |  |  |
|  |                                      |  |  |  |  |  |  |  |  |  |  |  |  |  |  |  |
|  |                                      |  |  |  |  |  |  |  |  |  |  |  |  |  |  |  |
|  | Барбара Виш-Рожновська               |  |  |  |  |  |  |  |  |  |  |  |  |  |  |  |
|  |                                      |  |  |  |  |  |  |  |  |  |  |  |  |  |  |  |
|  |                                      |  |  |  |  |  |  |  |  |  |  |  |  |  |  |  |
|  | Барбара Завішанка                    |  |  |  |  |  |  |  |  |  |  |  |  |  |  |  |
|  |                                      |  |  |  |  |  |  |  |  |  |  |  |  |  |  |  |
|  |                                      |  |  |  |  |  |  |  |  |  |  |  |  |  |  |  |
|  | невідомий чоловік                    |  |  |  |  |  |  |  |  |  |  |  |  |  |  |  |
|  |                                      |  |  |  |  |  |  |  |  |  |  |  |  |  |  |  |
|  |                                      |  |  |  |  |  |  |  |  |  |  |  |  |  |  |  |
|  | Маргарита Шафранець                  |  |  |  |  |  |  |  |  |  |  |  |  |  |  |  |
|  |                                      |  |  |  |  |  |  |  |  |  |  |  |  |  |  |  |
|  |                                      |  |  |  |  |  |  |  |  |  |  |  |  |  |  |  |
|  | невідома жінка                       |  |  |  |  |  |  |  |  |  |  |  |  |  |  |  |
|  |                                      |  |  |  |  |  |  |  |  |  |  |  |  |  |  |  |
|  |                                      |  |  |  |  |  |  |  |  |  |  |  |  |  |  |  |

## Життєпис

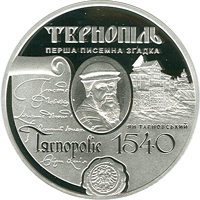
На монеті НБУ присвяченій першій писемній згадці про м. Тернопіль

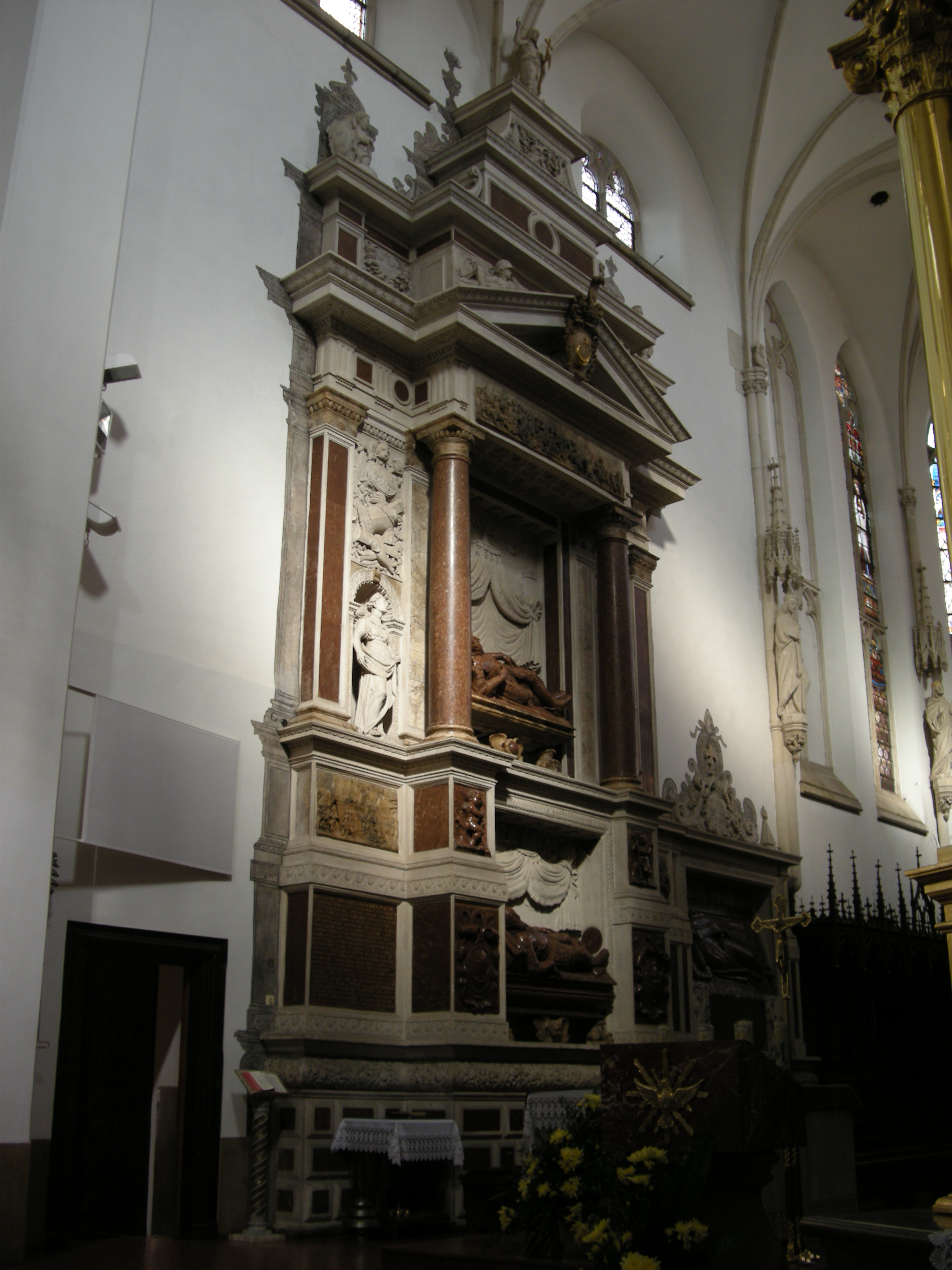
Надгробок Яна Амора та Яна Кшиштофа Тарновських в катедрі Тарнува

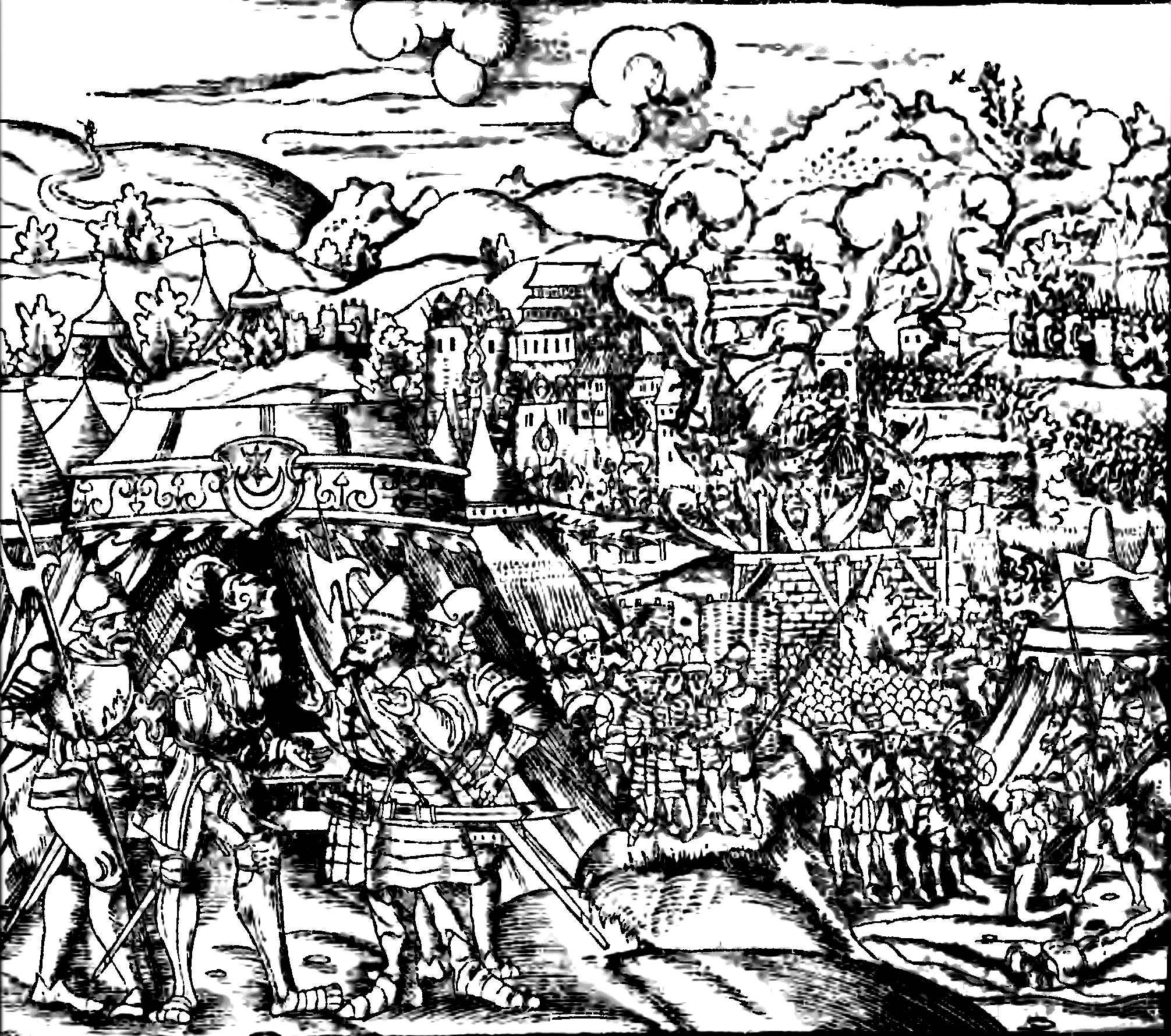
Ян Тарновський під час Звільнення Стародуба (1535)

Ян Амор Тарновський (Іоанн з Тарнова, Ян Амор ІІ з Тарнова), син Яна Амора молодшого і Барбари Завішанки з Рожнова — онучки Завіші Чорного з Габрова; походив з багатої шляхетської родини, яка мала сенаторський статус.
Виховувався при дворах кардинала Фридерика Яґеллончика, королів Яна I Ольбрахта, Александра I Яґеллончика і Сиґізмунда I Старого. Вчився у Краківській академії, при єпископі Перемишля. Отримав всесторонню класичну гуманітарну, військову освіту.
Бойовий шлях почав у 22-річному віці під керівництвом гетьмана литовського Костянтина Острозького. 1509 року учасник облоги Хотинської фортеці. 1512 року: брав участь у поході на Молдовське князівство (керував кавалерійським підрозділом), у битві під Лопушним. У 1517–1521 роках, щоб покращити свою освіту, здійснив велику подорож по світу: побував у країнах Західної Європи, відвідав Близький Схід — у тому числі Сирію, Палестину, Єгипет, Грецію, Османську імперію.
На боці антиосманської коаліції брав участь у габсбургсько-османській війні у 1521 році. У 1524 році в сутичці під Львовом розбив османсько-татарський загін.
З 1527 р. Великий коронний гетьман. Ввів у вжиток клейнод гетьманської влади Гетьманський знак.
1531 р. очолив польське військо в битві під Обертином у війні з Молдавським господарем Петру IV Рарешем за владу над Покуттям. 1533 року очолив опозицію в Сеймі, згодом відійшов від політики. 1534 року: за його сприяння обнесено валом та зміцнено замок у Хмільнику; керував польсько-литовсько-українським військом у війні проти Московії. Уславився здобуттям Гомеля, облогою і взяттям Стародуба (1535 р.). Під час звільнення Стародуба, він застосував мінування стіни, що вважається першим успішним використанням мін у середньовічній війні. Після захоплення міста наказав знищити усіх полонених московитів.
У 1537 році став на сторону короля під час «курячої війни». Брав участь у придушенні виступу мешканців Гданська проти влади короля.
Рояліст у внутрішній політиці; виступав проти зростання шляхетських привілеїв. Видатний адміністратор.

1540 року заснував місто Тернопіль. Видав грамоту про права та обов'язки міщан, рівність латинського та грецького обрядів.

1547 року: отримав титул графа Священної Римської імперії; агент Яна Амора Тарновського Йоб Братфуш (Претфус) купив у львівських міщан Вольфа та Януша Шольців, Георга Ґансборна «pro sua necessitate» 21 віз «січної» зброї, 17 возів «залізива», 115 штук вогнепальної зброї, аркебузу, ручні мушкети
«Протектор» православного львівського єпископа Макарія Тучапського.
Ян-Амор Тарновський — автор праці «Рада воєнної справи» (лат. Consilium rationis bellicae) (1558 р.), яка виклала досягнення польської військової думки і техніки того часу, на ній виховувалось декілька поколінь полководців Речі Посполитої. Володів великою бібліотекою, колекцією творів мистецтва.
Помер 16 травня 1561 року в родинному маєтку Вевюрка (перед смертю за присутності кам'янецького єпископа Леонарда Слоньчевського ствердив, що помирає римо-католиком). У латинській катедрі Тарнова коштом зятя, князя Василя Костянтина Острозького, наприкінці XVI ст. встановлено виготовлений майстром Паллавіні надгробок батьку Янові Аморові (верхній ярус) та сину Янові Кшиштофові (нижній) Тарновським з епітафією.

## Маєтності
Посідав дідичним правом міста Тарнів, Тернопіль (обидва міста фортифікував), Ярослав (спорудив новий замок замість старого, який перетворювався на руїни). 1528 року у Івана (Яна) Дідушицького купив село Пустомити (нині місто), які пізніше відкупив син Івана (Яна) Микола Дідушицький.

## Вшанування
Історична назва вулиці у Львові за Австро-Угорщини та Польщі (1907—1943) (тепер вулиця генерала Мирона Тарнавського).
У місті Тернополі з червня 2019 до квітня 2023 працювала старотарнопільська ресторація «Леліва», яка використовувала герб Тарновського як елемент логотипу. Заклад розміщувався на вулиці С. Качали, 18.
В честь Яна Амора Тарновського названо найбільший тернопільський теплохід, що курсує міським водосховищем та раніше носив назву "Герой Г. Танцоров". 

## Родина

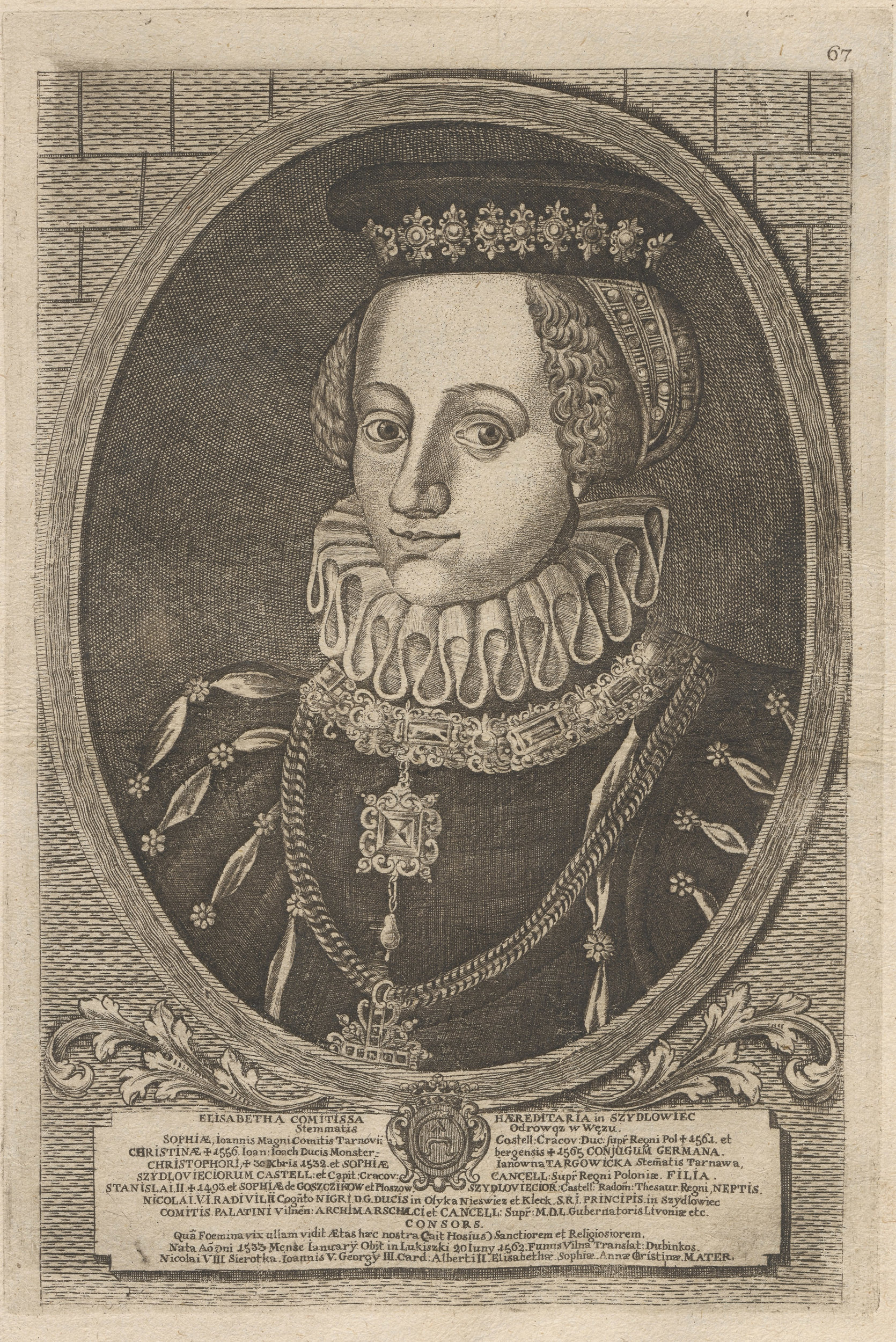
Зофія Шидловецька

Батько: Ян Амор Юніор Тарновський. Матір: Барбара Завішанка з Рожнова. Дружини:
- перша — Барбара Тенчинська — донька руського воєводи і старости Миколая Тенчинського, син — Ян Амор, пробощ краківський, тарнувський, секретар короля[6];
- друга — Софія з Шидловецьких (†1565, був її надгробок у Ченстохові) 
Діти:
- Софія — дружина князя Василя Костянтина Острозького
- Ян Кшиштоф — секретар короля, каштелян войніцький, староста сандомирський, стрийський, долинський.